# Rolf Meyer (Fußballspieler)
Rolf Meyer (* 3. Oktober 1955 in Bremen), häufig „Rolli“ oder „Rollo“ genannt, ist ein ehemaliger deutscher Fußballtorhüter und Torwarttrainer.

## Karriere
Meyer begann beim TSV Melchiorshausen mit dem Fußballspielen, insbesondere als Fußballtorhüter und kam, da sein Talent schon früh entdeckt wurde, auch als Auswahlspieler des Bremer Fußball-Verbandes und in der Deutschen Schülernationalmannschaft zum Einsatz. Im weiteren Verlauf wechselte er in die Jugendabteilung von Werder Bremen und rückte zur Saison 1974/75 in die Zweite Mannschaft auf, für die er am 7. August 1976 bei der 0:3-Erstrundenniederlage gegen den 1. FC Nürnberg im Wettbewerb um den DFB-Pokal debütierte. Sein Debüt für die Erste Mannschaft gab er bereits am 7. September 1974 beim 11:1-Erstrundensieg über den BSC Grünhöfe. Nachdem er in vier Jahren als zweiter Torwart hinter Dieter Burdenski ohne Bundesliga-Einsatz geblieben war, schloss er sich zur Saison 1978/79 dem Zweitligisten VfL Osnabrück an, für den er bis Saisonende 1980/81 zunächst in der Gruppe Nord de seinerzeit zweigleisigen 2. Bundesliga 112 Punktspiele bestritt. Von 1981 bis 1983 folgten weitere 72 Punktspiele in der eingleisigen 2. Bundesliga. Nachdem er als Stammtorwart und Publikumsliebling sich mit dem VfL nicht auf eine Vertragsverlängerung einigen konnte, wechselte er zum Bundesligisten Borussia Dortmund – als zweiter Torwart hinter Eike Immel. Mit dem Weggang Immels zum VfB Stuttgart war er für die Saison 1986/87 als erster Torwart vorgesehen, doch eine Verletzung vor Saisonbeginn ließ Wolfgang de Beer ins Tor rücken. Meyer blieb nach seiner Genesung weiterhin die Rolle des Ersatztorwarts. Als Teil der Mannschaft wurde er mit Borussia Dortmund am 24. Juni 1989 Pokalsieger, auch wenn er im Wettbewerb nicht zum Einsatz gekommen war. Mit einem 15-minütigem Einsatz am 25. Juli 1989 im DFB-Supercup-Finale beim FC Bayern München gewann er seinen zweiten Titel. Bis zu seinem Karriereende 1991 hatte er fünf Bundesligaspiele für den BVB bestritten, davon 3 gegen Bayer Leverkusen. Vom 1. Juli 2003 bis zum 30. Juni 2022 war er als Torwarttrainer beim VfL Osnabrück tätig.

## Erfolge
- DFB-Supercup-Sieger 1989 (mit Borussia Dortmund)
- DFB-Pokal-Sieger 1989 (mit Borussia Dortmund; ohne Einsatz)

## Sonstiges
Meyer gewann während seiner Zeit in Bremen im Jahr 1977 die Bataillonsmeisterschaft im Faustball bei der Bundeswehr in Munsterlager.
Nach seinem Karriereende als aktiver Profitorwart arbeitete Meyer im Außendienst eines Sportartikelherstellers, ehe er als Torwarttrainer zum VfL Osnabrück zurückkehrte.
Meyer ist in Hollage, einem Gemeindeteil Wallenhorsts (bei Osnabrück), zu Hause.